# Rede de Judiarias
Die Rede de Judiarias (deutsch: Netz der Judenviertel) ist ein Verbund von Orten in Portugal, in denen es historische jüdische Gemeinden gibt oder gab. Durch die einheitliche touristische Vermarktung als Route soll das Interesse an der langen jüdischen Geschichte in Portugal geweckt werden, und das Wissen darum erhalten und verbreitet werden.

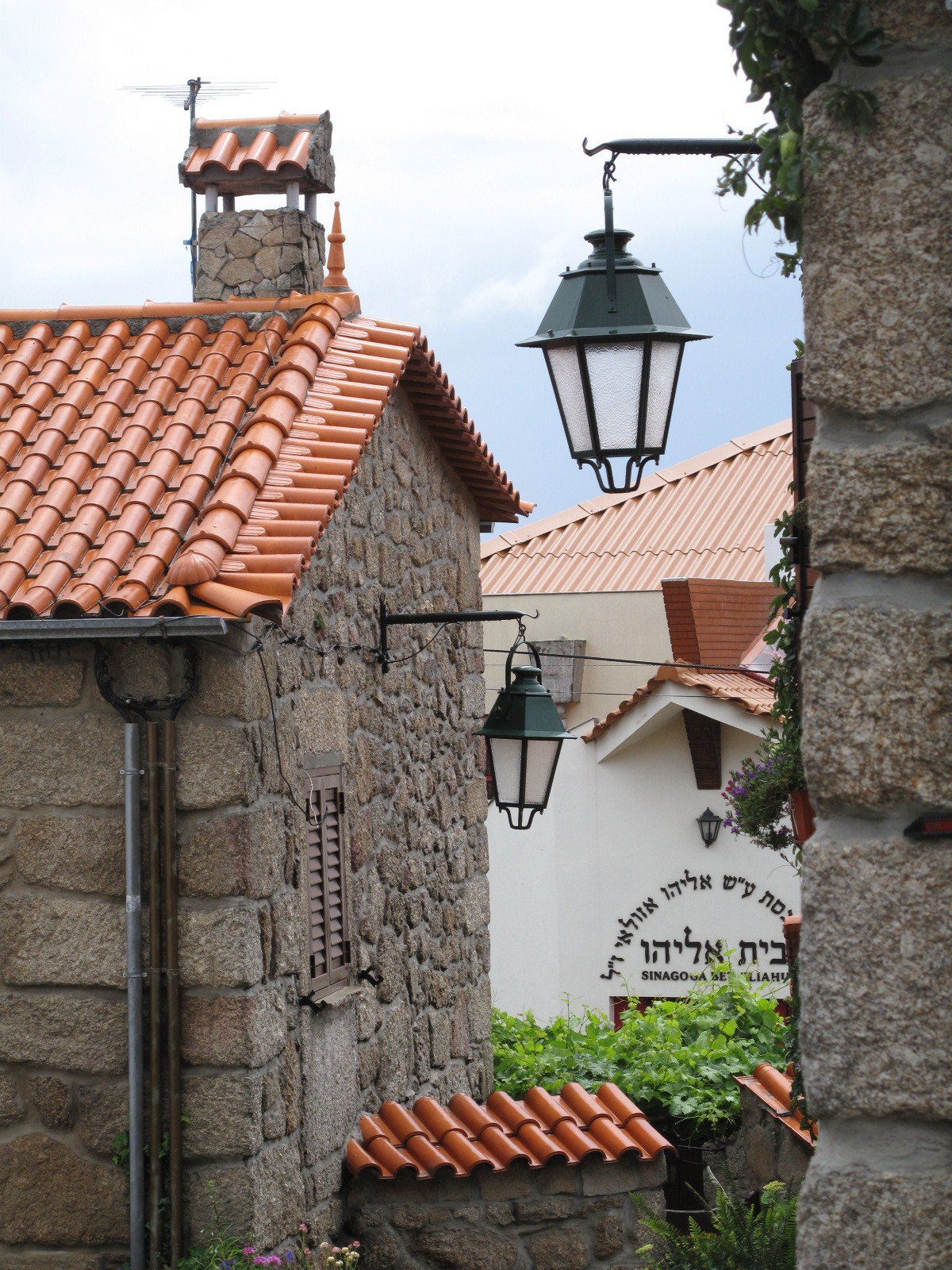
Die Synagoge von Belmonte im historischen Ortskern

## Geschichte der Route
Am 17. März 2011 wurde die Rede de Judiarias de Portugal – Rotas de Sefarad (portugiesisch für: Netz der Judenviertel Portugals – Routen des Sepharad) als öffentlicher Verein privaten Rechts mit Sitz in Belmonte gegründet. Der Namenszusatz erinnert an die Sephardim, die früheren jüdischen Gemeinden der Iberischen Halbinsel.
Der Verein hat sich zum Ziel gesetzt, das gemeinsame jüdische Erbe der zusammengeschlossenen Orte zu erhalten, in städtebaulicher, architektonischer, umwelttechnischer, historischer und kultureller Hinsicht (Artikel 1 seiner Statuten). Der Verein will so auch dem bedeutenden jüdischen Beitrag zur portugiesischen Geschichte Rechnung tragen, insbesondere bei den portugiesischen Entdeckungsreisen und der mit ihnen einsetzenden Globalisierung und Entwicklung einer Weltwirtschaft, aber auch in der Medizin und anderen Bereichen der Wissenschaft und der Gesellschaft.
Mitglieder des Vereins sind vor allem die Stadtverwaltungen der angeschlossenen Orte, die offiziellen Tourismusagenturen der Regionen Serra da Estrela, Douro, Oeste, Lisboa e Vale do Tejo, Alentejo und Algarve, und die jüdische Gemeinde von Belmonte.

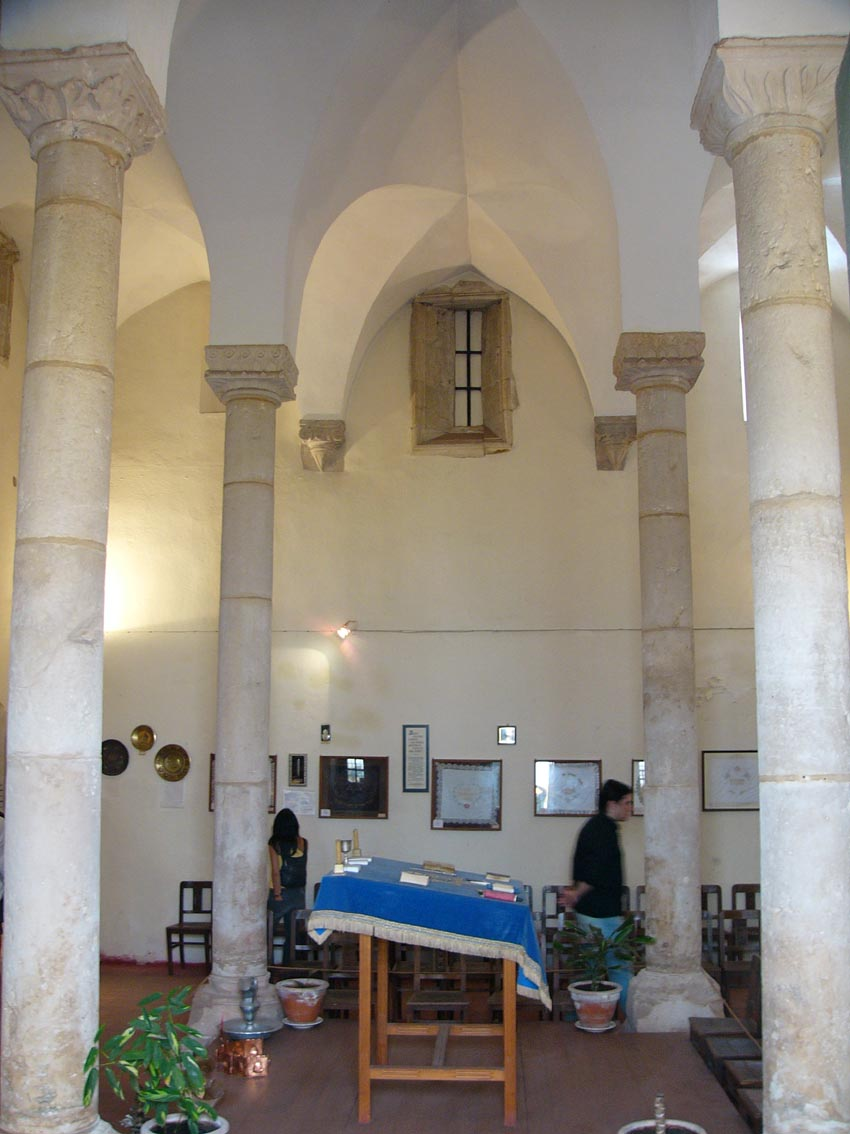
In der Synagoge von Tomar

## Aktivitäten
Der Verein organisiert Führungen, Informationsveranstaltungen, Begegnungen mit den jüdischen Gemeinden vor Ort, Ausstellungen, und Vorträge. Die Errichtung weiterer Besucherzentren sind geplant.
Die Rede de Judiarias hält auf ihrer Website außerdem eine Online-Bibliothek vor. Dort sind portugiesische und internationale historische und moderne Veröffentlichungen zur jüdisch-portugiesischen Geschichte und dem jüdischen Leben in Portugal öffentlich abrufbar, darunter frühe Inkunabeln.
Die Rede ist einer der Träger der Europäischen Vereinigung für die Bewahrung und Förderung von Kultur und Erbe des Judentums, (engl. European Association for the Preservation and Promotion of Jewish Culture and Heritage (AEPJ)). Diese veranstaltet alljährlich den Europäischen Tag der jüdischen Kultur.  

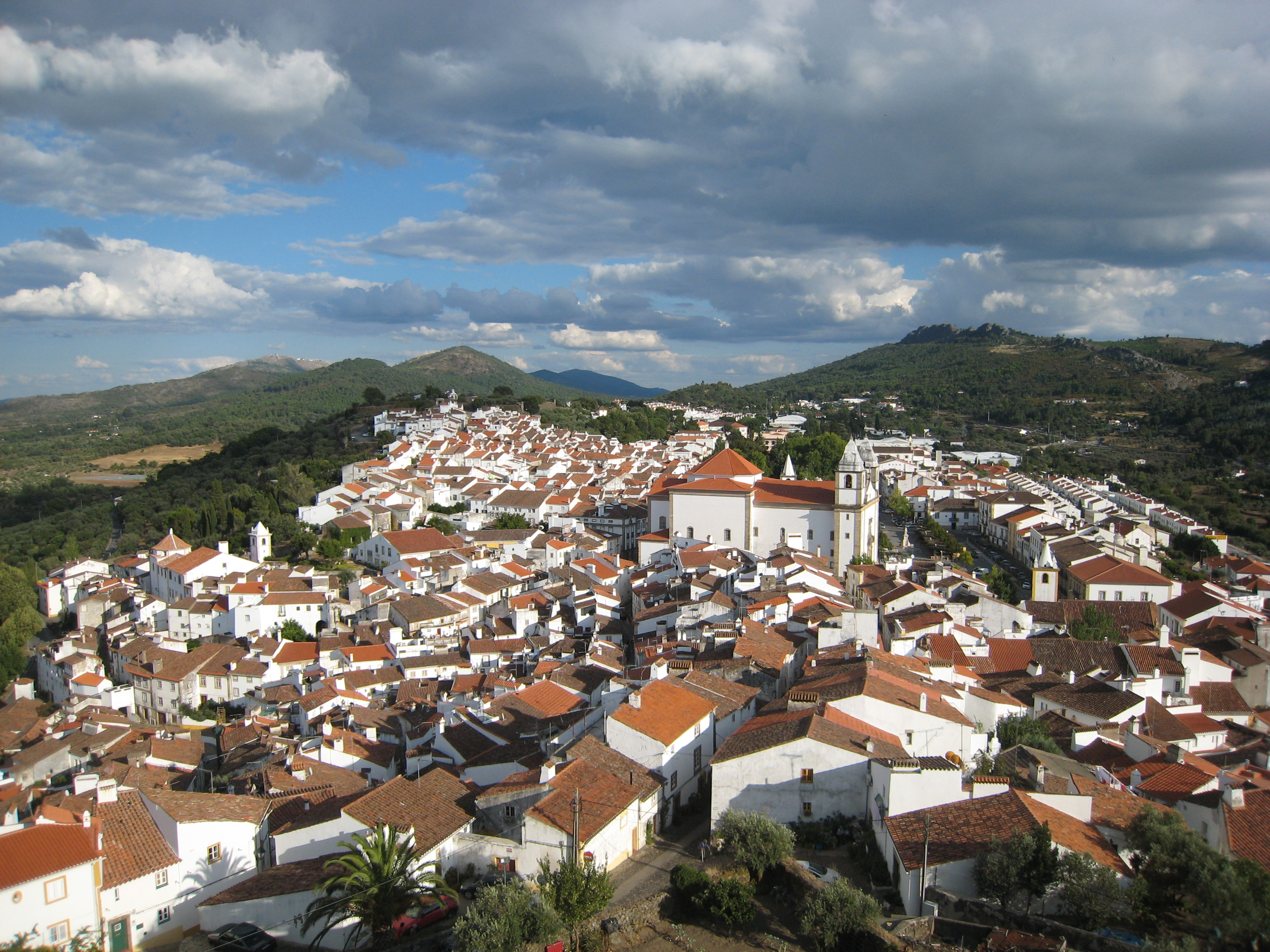
Blick auf Castelo de Vide

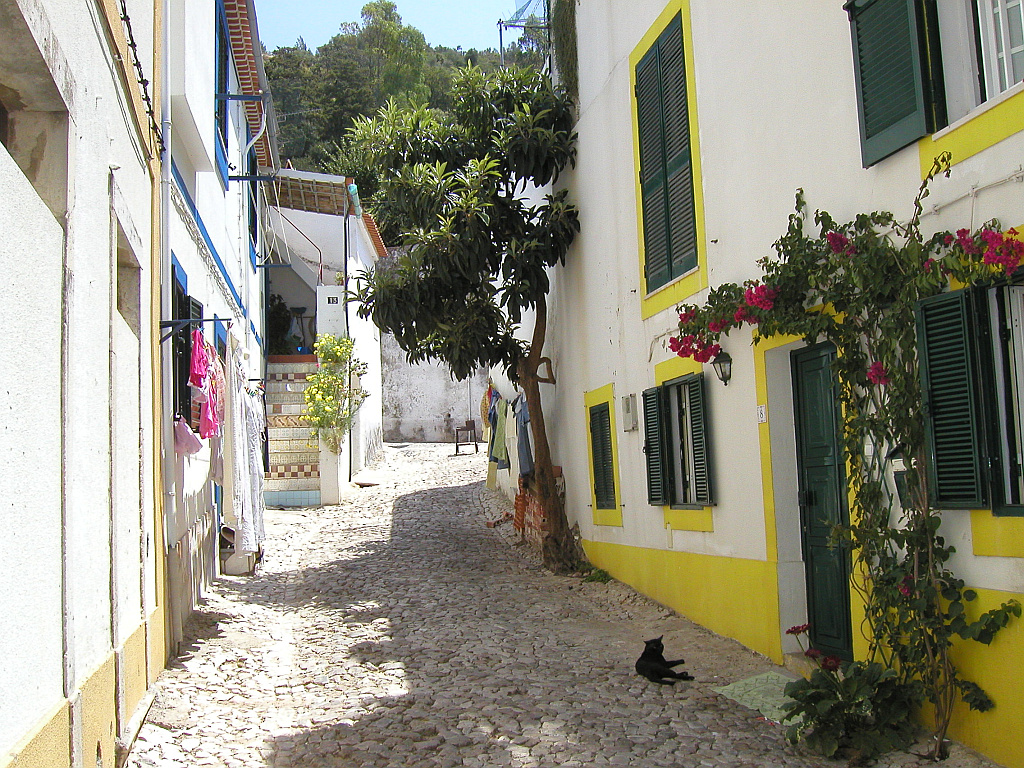
Gasse im historischen Ortskern von Alenquer

## Eingebundene Orte
- Alenquer
- Belmonte
- Castelo Branco
- Castelo de Vide
- Évora
- Freixo de Espada à Cinta
- Guarda
- Lamego
- Penamacor
- Sabugal
- Tomar
- Torres Vedras
- Trancoso